# Jelena Vesnina
Jelena Sergejevna Vesnina (Russisch: Елена Сергеевна Веснина) (Lviv, 1 augustus 1986) is een  professioneel tennisspeelster uit Rusland. Zij begon met tennis toen zij zeven jaar oud was. Haar favoriete ondergrond is hardcourt, hoewel zij in het begin van haar loopbaan alle ITF-titels op gravel behaalde. Zij speelt rechtshandig en heeft een tweehandige backhand.

## Loopbaan

### Eerste loopbaan (2002–2018)
Vesnina won haar eerste ITF-toernooien in 2003, zowel in het enkelspel als in het dubbelspel.
Na enkele mislukte kwalificatiepogingen debuteerde zij op de WTA-tour in 2004, op het WTA-toernooi van Québec, zowel in het enkelspel als in het dubbelspel.
Haar eerste WTA-finale (dubbelspel) speelde zij in 2005 in Québec. Samen met Anastasia Rodionova won zij deze titel door Līga Dekmeijere en Ashley Harkleroad, na een eerste verloren set, alsnog in drie sets te verslaan.
In 2006 kwam zij uit voor het Russische Fed Cup-team. In datzelfde jaar debuteerde zij op alle vier grandslamtoernooien, zowel in het enkel- als in het dubbelspel.
In het enkelspel speelde zij haar eerste WTA-finale in 2009 in Auckland. Zij verloor daar van Jelena Dementjeva. Haar eerste WTA-titel won zij begin 2013, toen zij Mona Barthel versloeg op het toernooi van Hobart. Aan alle vier grandslamtoernooien bleef zij jaarlijks meedoen, maar hierin kwam zij doorgaans niet verder dan de vierde ronde, met uitzondering van een halve finale op Wimbledon 2016.
Beter verging het haar in het dubbelspel. In 2008 nam Vesnina deel aan de Olympische Spelen in Peking – samen met Vera Zvonarjova bereikte zij de kwartfinale. In het dubbelspel won zij in 2011 twee WTA-titels met de Indiase Sania Mirza, met wie zij dat jaar in de finale van Roland Garros stond. Sinds 2012 in het vrouwendubbelspel samenspelend met Jekaterina Makarova, nam zij met haar deel aan de Olympische Spelen in Londen – ook nu kwam zij in de kwartfinale. Met Makarova stond zij 26 keer in een finale waarvan zij er twaalf wonnen – onder meer op het gravel van Roland Garros in 2013 en op het hardcourt van het US Open in 2014. Met dezelfde partner greep zij in 2016 de gouden medaille op de Olympische Spelen in Rio de Janeiro alsmede het eindejaarskampioenschap in Singapore plus in 2017 de titel op Wimbledon. In totaal won zij negentien titels op het WTA-circuit of hoger.
In 2011 bereikte zij met de Indiër Mahesh Bhupathi de finale in het gemengd dubbelspel op Wimbledon. In 2012 stond zij met haar nieuwe partner Leander Paes in de finale van zowel het Australian Open als Wimbledon. In het gemengd dubbelspel won zij haar eerste titel op het Australian Open 2016, samen met de Braziliaan Bruno Soares.
In de periode 2006–2018 maakte Vesnina deel uit van het Russische Fed Cup-team – zij behaalde daar een winst/verlies-balans van 14–8. Zij zat in het beker-winnende team van 2007 en 2008 en bereikte daarnaast nog de finale in 2011 en 2015.

### Zwangerschap en rentree in 2021
Haar hoogste notering op de WTA-ranglijst is de eerste plaats, die zij bereikte op 11 juni 2018, samen met landgenote Jekaterina Makarova. Vanaf dat moment tot maart 2021 was Vesnina op het internationale circuit afwezig, wegens zwangerschapsverlof. Na haar terugkeer bereikte zij in juni 2021 de finale van het gemengd dubbelspel op Roland Garros, met landgenoot Aslan Karatsev aan haar zijde – zij verloren de eindstrijd van Desirae Krawczyk en Joe Salisbury. Vier weken later bereikte Vesnina de finale van het vrouwendubbelspel op Wimbledon, samen met landgenote Veronika Koedermetova – deze verloren zij van Hsieh Su-wei en Elise Mertens. Op het vrouwendubbelspel van de Olympische spelen 2020 in Tokio grepen zij net naast de medailles, maar op het gemengd dubbelspel aldaar won Vesnina een zilveren medaille, terug met Aslan Karatsev – zij verloren de finale van hun landgenoten Anastasija Pavljoetsjenkova en Andrej Roebljov.

## Posities op deWTA-ranglijst
Positie per einde seizoen:
| jaar | rang enkelspel | rang dubbelspel |
| ---- | -------------- | --------------- |
| 2003 | 278            | 454             |
| 2004 | 286            | 201             |
| 2005 | 111            | 126             |
| 2006 | 44             | 46              |
| 2007 | 55             | 45              |
| 2008 | 78             | 18              |
| 2009 | 24             | 22              |
| 2010 | 53             | 23              |
| 2011 | 57             | 10              |
| 2012 | 69             | 9               |
| 2013 | 25             | 5               |
| 2014 | 65             | 7               |
| 2015 | 111            | 8               |
| 2016 | 16             | 6               |
| 2017 | 18             | 3               |
| 2018 | 137            | 16              |

## Palmares
| Legenda                | Legenda                  |
| ---------------------- | ------------------------ |
| Grandslamtoernooi      |                          |
| Olympische Spelen      |                          |
| Year-End Championships |                          |
| tot 2009               | 2009 – 2020 / vanaf 2021 |
| Tier I                 | Premier Mandatory        |
| Tier II                | Premier Five / WTA 1000  |
| Tier III               | Premier / WTA 500        |
| Tier IV & V            | International / WTA 250  |
|                        | Challenger / WTA 125     |

### WTA-finaleplaatsen enkelspel
| nr.              | finale     | toernooi         | ondergrond | tegenstandster              | score         |         |
| ---------------- | ---------- | ---------------- | ---------- | --------------------------- | ------------- | ------- |
| gewonnen finales |            |                  |            |                             |               |         |
| 1.               | 2013-01-12 | WTA Hobart       | hardcourt  | Mona Barthel                | 6-3, 6-4      | details |
| 2.               | 2013-06-22 | WTA Eastbourne   | gras       | Jamie Hampton               | 6-2, 6-1      | details |
| 3.               | 2017-03-19 | WTA Indian Wells | hardcourt  | Svetlana Koeznetsova        | 6-7, 7-5, 6-4 | details |
| verloren finales |            |                  |            |                             |               |         |
| 1.               | 2009-01-10 | WTA Auckland     | hardcourt  | Jelena Dementjeva           | 4-6, 1-6      | details |
| 2.               | 2009-08-29 | WTA New Haven    | hardcourt  | Caroline Wozniacki          | 2-6, 4-6      | details |
| 3.               | 2010-08-01 | WTA Istanbul     | hardcourt  | Anastasija Pavljoetsjenkova | 7-5, 5-7, 4-6 | details |
| 4.               | 2010-09-25 | WTA Tasjkent     | hardcourt  | Alla Koedrjavtseva          | 4-6, 4-6      | details |
| 5.               | 2011-04-10 | WTA Charleston   | gravel     | Caroline Wozniacki          | 2-6, 3-6      | details |
| 6.               | 2012-05-05 | WTA Boedapest    | gravel     | Sara Errani                 | 5-7, 4-6      | details |
| 7.               | 2016-04-10 | WTA Charleston   | gravel     | Sloane Stephens             | 6-7, 2-6      | details |

### WTA-finaleplaatsen dubbelspel
| nr.                                 | finale     | toernooi            | ondergrond    | partner               | tegenstandsters                                | score             |         |
| ----------------------------------- | ---------- | ------------------- | ------------- | --------------------- | ---------------------------------------------- | ----------------- | ------- |
| gewonnen finales vrouwendubbelspel  |            |                     |               |                       |                                                |                   |         |
| 1.                                  | 2005-11-06 | WTA Québec          | tapijt (i)    | Anastasia Rodionova   | Līga Dekmeijere Ashley Harkleroad              | 6-7, 6-4, 6-2     | details |
| 2.                                  | 2007-01-12 | WTA Hobart          | hardcourt     | Jelena Lichovtseva    | Anabel Medina Garrigues Virginia Ruano Pascual | 2-6, 6-1, 6-2     | details |
| 3.                                  | 2008-03-22 | WTA Indian Wells    | hardcourt     | Dinara Safina         | Yan Zi Zheng Jie                               | 6-1, 1-6, [10-8]  | details |
| 4.                                  | 2011-03-20 | WTA Indian Wells    | hardcourt     | Sania Mirza           | Bethanie Mattek-Sands Meghann Shaughnessy      | 6-0, 7-5          | details |
| 5.                                  | 2011-04-10 | WTA Charleston      | gravel        | Sania Mirza           | Bethanie Mattek-Sands Meghann Shaughnessy      | 6-4, 6-4          | details |
| 6.                                  | 2011-10-16 | WTA Linz            | hardcourt (i) | Marina Erakovic       | Julia Görges Anna-Lena Grönefeld               | 7-5, 6-1          | details |
| 7.                                  | 2012-10-06 | WTA Peking          | hardcourt     | Jekaterina Makarova   | Nuria Llagostera Vives Sania Mirza             | 7-5, 7-5          | details |
| 8.                                  | 2012-10-21 | WTA Moskou          | hardcourt (i) | Jekaterina Makarova   | Maria Kirilenko Nadja Petrova                  | 6-3, 1-6, [10-8]  | details |
| 9.                                  | 2013-03-17 | WTA Indian Wells    | hardcourt     | Jekaterina Makarova   | Nadja Petrova Katarina Srebotnik               | 6-0, 5-7, [10-6]  | details |
| 10.                                 | 2013-06-08 | Roland Garros       | gravel        | Jekaterina Makarova   | Sara Errani Roberta Vinci                      | 7-5, 6-2          | details |
| 11.                                 | 2014-09-06 | US Open             | hardcourt     | Jekaterina Makarova   | Martina Hingis Flavia Pennetta                 | 2-6, 6-3, 6-2     | details |
| 12.                                 | 2015-10-23 | WTA Moskou          | hardcourt (i) | Darja Kasatkina       | Irina-Camelia Begu Monica Niculescu            | 6-3, 6-7, [10-5]  | details |
| 13.                                 | 2016-07-31 | WTA Montréal        | hardcourt     | Jekaterina Makarova   | Simona Halep Monica Niculescu                  | 6-3, 7-6          | details |
| 14.                                 | 2016-08-12 | O.S. Rio de Janeiro | hardcourt     | Jekaterina Makarova   | Timea Bacsinszky Martina Hingis                | 6-4, 6-4          | details |
| 15.                                 | 2016-10-30 | WTA Finals          | hardcourt (i) | Jekaterina Makarova   | Bethanie Mattek-Sands Lucie Šafářová           | 7-6, 6-3          | details |
| 16.                                 | 2017-02-25 | WTA Dubai           | hardcourt     | Jekaterina Makarova   | Andrea Hlaváčková Peng Shuai                   | 6-2, 4-6, [10-7]  | details |
| 17.                                 | 2017-07-15 | Wimbledon           | gras          | Jekaterina Makarova   | Chan Hao-ching Monica Niculescu                | 6-0, 6-0          | details |
| 18.                                 | 2017-08-13 | WTA Toronto         | hardcourt     | Jekaterina Makarova   | Anna-Lena Grönefeld Květa Peschke              | 6-0, 6-4          | details |
| 19.                                 | 2018-05-12 | WTA Madrid          | gravel        | Jekaterina Makarova   | Tímea Babos Kristina Mladenovic                | 2-6, 6-4, [10-8]  | details |
| verloren finales vrouwendubbelspel  |            |                     |               |                       |                                                |                   |         |
| 01.                                 | 2006-02-19 | WTA Bangalore       | hardcourt     | Anastasia Rodionova   | Liezel Huber Sania Mirza                       | 3-6, 3-6          | details |
| 02.                                 | 2006-09-24 | WTA Peking          | hardcourt     | Anna Tsjakvetadze     | Virginia Ruano Pascual Paola Suárez            | 2-6, 4-6          | details |
| 03.                                 | 2007-02-18 | WTA Antwerpen       | tapijt (i)    | Jelena Lichovtseva    | Cara Black Liezel Huber                        | 5-7, 6-4, 1-6     | details |
| 04.                                 | 2007-05-06 | WTA Warschau        | gravel        | Jelena Lichovtseva    | Vera Doesjevina Tetjana Perebyjnis             | 5-7, 6-3, [2-10]  | details |
| 05.                                 | 2008-04-13 | WTA Amelia Island   | gravel        | Viktoryja Azarenka    | Bethanie Mattek Vladimíra Uhlířová             | 3-6, 1-6          | details |
| 06.                                 | 2008-07-20 | WTA Stanford        | hardcourt     | Vera Zvonarjova       | Cara Black Liezel Huber                        | 4-6, 3-6          | details |
| 07.                                 | 2009-06-05 | Roland Garros       | gravel        | Viktoryja Azarenka    | Anabel Medina Garrigues Virginia Ruano Pascual | 1-6, 1-6          | details |
| 08.                                 | 2010-07-04 | Wimbledon           | gras          | Vera Zvonarjova       | Vania King Jaroslava Sjvedova                  | 6-7, 2-6          | details |
| 09.                                 | 2011-06-03 | Roland Garros       | gravel        | Sania Mirza           | Andrea Hlaváčková Lucie Hradecká               | 4-6, 3-6          | details |
| 10.                                 | 2012-02-25 | WTA Dubai           | hardcourt     | Sania Mirza           | Liezel Huber Lisa Raymond                      | 2-6, 1-6          | details |
| 11.                                 | 2012-03-18 | WTA Indian Wells    | hardcourt     | Sania Mirza           | Liezel Huber Lisa Raymond                      | 2-6, 3-6          | details |
| 12.                                 | 2012-05-13 | WTA Madrid          | gravel        | Jekaterina Makarova   | Sara Errani Roberta Vinci                      | 1-6, 6-3, [4-10]  | details |
| 13.                                 | 2012-05-20 | WTA Rome            | gravel        | Jekaterina Makarova   | Sara Errani Roberta Vinci                      | 2-6, 5-7          | details |
| 14.                                 | 2013-10-27 | WTA Championships   | hardcourt (i) | Jekaterina Makarova   | Hsieh Su-wei Peng Shuai                        | 4-6, 5-7          | details |
| 15.                                 | 2014-01-24 | Australian Open     | hardcourt     | Jekaterina Makarova   | Sara Errani Roberta Vinci                      | 4-6, 6-3, 5-7     | details |
| 16.                                 | 2014-03-30 | WTA Miami           | hardcourt     | Jekaterina Makarova   | Martina Hingis Sabine Lisicki                  | 6-4, 4-6, [5-10]  | details |
| 17.                                 | 2015-03-22 | WTA Indian Wells    | hardcourt     | Jekaterina Makarova   | Martina Hingis Sania Mirza                     | 3-6, 4-6          | details |
| 18.                                 | 2015-04-05 | WTA Miami           | hardcourt     | Jekaterina Makarova   | Martina Hingis Sania Mirza                     | 5-7, 1-6          | details |
| 19.                                 | 2015-07-11 | Wimbledon           | gras          | Jekaterina Makarova   | Martina Hingis Sania Mirza                     | 7-5, 6-7, 5-7     | details |
| 20.                                 | 2016-05-15 | WTA Rome            | gravel        | Jekaterina Makarova   | Martina Hingis Sania Mirza                     | 1-6, 7-6, [3-10]  | details |
| 21.                                 | 2016-06-05 | Roland Garros       | gravel        | Jekaterina Makarova   | Caroline Garcia Kristina Mladenovic            | 3-6, 6-2, 4-6     | details |
| 22.                                 | 2017-01-07 | WTA Brisbane        | hardcourt     | Jekaterina Makarova   | Bethanie Mattek-Sands Sania Mirza              | 2-6, 3-6          | details |
| 23.                                 | 2017-05-21 | WTA Rome            | gravel        | Jekaterina Makarova   | Chan Yung-jan Martina Hingis                   | 5-7, 6-7          | details |
| 24.                                 | 2018-01-26 | Australian Open     | hardcourt     | Jekaterina Makarova   | Tímea Babos Kristina Mladenovic                | 4-6, 3-6          | details |
| 25.                                 | 2018-03-17 | WTA Indian Wells    | hardcourt     | Jekaterina Makarova   | Hsieh Su-wei Barbora Strýcová                  | 4-6, 4-6          | details |
| 26.                                 | 2021-07-10 | Wimbledon           | gras          | Veronika Koedermetova | Hsieh Su-wei Elise Mertens                     | 6-3, 5-7, 7-9     | details |
| gewonnen finales gemengd dubbelspel |            |                     |               |                       |                                                |                   |         |
| 1.                                  | 2016-01-31 | Australian Open     | hardcourt     | Bruno Soares          | Coco Vandeweghe Horia Tecău                    | 6-4, 4-6, [10-5]  | details |
| verloren finales gemengd dubbelspel |            |                     |               |                       |                                                |                   |         |
| 1.                                  | 2011-07-03 | Wimbledon           | gras          | Mahesh Bhupathi       | Iveta Benešová Jürgen Melzer                   | 3-6, 2-6          | details |
| 2.                                  | 2012-01-29 | Australian Open     | hardcourt     | Leander Paes          | Bethanie Mattek-Sands Horia Tecău              | 3-6, 7-5, [3-10]  | details |
| 3.                                  | 2012-07-08 | Wimbledon           | gras          | Leander Paes          | Lisa Raymond Mike Bryan                        | 3-6, 7-5, 4-6     | details |
| 4.                                  | 2021-06-10 | Roland Garros       | gravel        | Aslan Karatsev        | Desirae Krawczyk Joe Salisbury                 | 6-2, 4-6, [5-10]  | details |
| 5.                                  | 2021-08-01 | O.S. Tokio          | hardcourt     | Aslan Karatsev        | Anastasija Pavljoetsjenkova Andrej Roebljov    | 3-6, 7-6, [11-13] | details |

### Gewonnen ITF-toernooien enkelspel
| nr. | finale     | toernooi   | ondergrond | dotatie  | tegenstandster in finale | score    |
| --- | ---------- | ---------- | ---------- | -------- | ------------------------ | -------- |
| 1.  | 2003-07-06 | Balasjicha | gravel     | $ 10.000 | Daria Chemarda           | 7-5, 6-3 |
| 2.  | 2003-09-21 | Tbilisi    | gravel     | $ 25.000 | Marija Koryttseva        | 6-4, 6-3 |

### Gewonnen ITF-toernooien dubbelspel
| nr. | finale     | toernooi   | ondergrond | dotatie  | partner           | tegenstandsters in finale                    | score    |
| --- | ---------- | ---------- | ---------- | -------- | ----------------- | -------------------------------------------- | -------- |
| 1.  | 2003-07-06 | Balasjicha | gravel     | $ 10.000 | Daria Chemarda    | Irina Kotkina Iryna Koerjanovitsj            | 7-5, 6-4 |
| 2.  | 2003-08-17 | Boekarest  | gravel     | $ 10.000 | Anna Bastrikova   | Gabriela Niculescu Monica Niculescu          | 6-4, 6-4 |
| 3.  | 2003-08-24 | Boekarest  | gravel     | $ 10.000 | Anna Bastrikova   | Nicole Clerico Irina Smirnova                | 6-1, 6-1 |
| 4.  | 2004-06-13 | Marseille  | gravel     | $ 50.000 | Shahar Peer       | Kildine Chevalier Conchita Martínez Granados | 6-1, 6-1 |
| 5.  | 2004-09-05 | Balasjicha | gravel     | $ 25.000 | Maria Goloviznina | Olena Antypina Alla Koedrjavtseva            | 7-5, 6-4 |
| 6.  | 2004-09-19 | Tbilisi    | gravel     | $ 25.000 | Darija Koestova   | Maria Kondratjeva Jekaterina Kozjochina      | 6-2, 6-4 |

## Resultaten grote toernooien
| Legenda | Legenda                          |
| ------- | -------------------------------- |
| g.t.    | geen toernooi gehouden           |
| l.c.    | lagere categorie                 |
| –       | niet deelgenomen                 |
| G       | uitgeschakeld in de groepsfase   |
| 1R      | uitgeschakeld in de eerste ronde |
| 2R      | uitgeschakeld in de tweede ronde |
| 3R      | uitgeschakeld in de derde ronde  |
| 4R      | uitgeschakeld in de vierde ronde |
| KF      | uitgeschakeld in de kwartfinale  |
| HF      | uitgeschakeld in de halve finale |
| F       | de finale verloren               |
| W       | het toernooi gewonnen            |
| w-v     | winst/verlies-balans             |

### Enkelspel
| toernooi            | 2006 | 2007 | 2008 | 2009 | 2010 | 2011 | 2012 | 2013 | 2014 | 2015 | 2016 | 2017 | 2018 | 2019 | 2020 | 2021 |
| ------------------- | ---- | ---- | ---- | ---- | ---- | ---- | ---- | ---- | ---- | ---- | ---- | ---- | ---- | ---- | ---- | ---- |
| grandslamtoernooien |      |      |      |      |      |      |      |      |      |      |      |      |      |      |      |      |
| Australian Open     | 4R   | 2R   | 3R   | 1R   | 1R   | 1R   | 1R   | 4R   | 1R   | 1R   | –    | 3R   | 2R   | –    | –    | –    |
| Roland Garros       | 1R   | 1R   | 1R   | 2R   | 1R   | 1R   | 1R   | 1R   | 2R   | 3R   | 2R   | 3R   | 1R   | –    | –    | 3R   |
| Wimbledon           | 2R   | 3R   | 2R   | 4R   | 1R   | 2R   | 2R   | 2R   | 2R   | 1R   | HF   | 2R   | –    | –    | g.t. | 2R   |
| US Open             | 1R   | 1R   | 2R   | 3R   | 1R   | 1R   | 2R   | 2R   | 3R   | 2R   | 3R   | 3R   | –    | –    | –    |      |
| Premier Mandatory   |      |      |      |      |      |      |      |      |      |      |      |      |      |      |      |      |
| Indian Wells        | 1R   | –    | 2R   | 3R   | –    | 1R   | 2R   | 3R   | 2R   | 2R   | –    | W    | 3R   |      |      |      |
| Miami               | 3R   | 1R   | 4R   | –    | 3R   | 3R   | 1R   | 3R   | 3R   | 2R   | 3R   | 2R   | 2R   |      |      |      |
| Madrid              | l.c. | l.c. | l.c. | 3R   | 1R   | 2R   | 1R   | 1R   | 1R   | –    | 2R   | 1R   | 1R   |      |      |      |
| Peking              | l.c. | l.c. | l.c. | 1R   | 3R   | –    | 3R   | –    | –    | –    | 1R   | 3R   | –    |      |      |      |
| olympisch           |      |      |      |      |      |      |      |      |      |      |      |      |      |      |      |      |
| Olympische Spelen   | g.t. | g.t. | –    | g.t. | g.t. | g.t. | –    | g.t. | g.t. | g.t. | –    | g.t. | g.t. |      |      |      |
| statistieken        |      |      |      |      |      |      |      |      |      |      |      |      |      |      |      |      |
| titels per jaar     | 0    | 0    | 0    | 0    | 0    | 0    | 0    | 2    | 0    | 0    | 0    | 1    | 0    |      |      |      |
| eindejaarsranking   | 44   | 55   | 78   | 23   | 52   | 57   | 69   | 25   | 65   | 111  | 16   | 18   | 137  |      |      |      |

### Vrouwendubbelspel
| toernooi        | 2006 | 2007 | 2008 | 2009 | 2010 | 2011 | 2012 | 2013 | 2014 | 2015 | 2016 | 2017 | 2018 |    | 2021 |
| --------------- | ---- | ---- | ---- | ---- | ---- | ---- | ---- | ---- | ---- | ---- | ---- | ---- | ---- | -- | ---- |
| Australian Open | 1R   | 1R   | 2R   | 3R   | 3R   | 2R   | HF   | HF   | F    | KF   | 3R   | KF   | F    | –  |      |
| Roland Garros   | KF   | 1R   | 2R   | F    | 3R   | F    | KF   | W    | 2R   | HF   | F    | KF   | 1R   | 1R |      |
| Wimbledon       | 1R   | 3R   | 2R   | 3R   | F    | HF   | KF   | 3R   | 3R   | F    | KF   | W    | –    | F  |      |
| US Open         | 3R   | 1R   | 2R   | KF   | KF   | 3R   | 3R   | KF   | W    | 2R   | HF   | 3R   | –    |    |      |

### Gemengd dubbelspel
| toernooi        | 2007 | 2008 | 2009 | 2010 | 2011 | 2012 | 2013 | 2014 | 2015 | 2016 | 2017 |   | 2021 |
| --------------- | ---- | ---- | ---- | ---- | ---- | ---- | ---- | ---- | ---- | ---- | ---- | - | ---- |
| Australian Open | –    | –    | 1R   | KF   | 1R   | F    | 2R   | 2R   | –    | W    | –    | – |      |
| Roland Garros   | 1R   | 1R   | 2R   | 2R   | 2R   | HF   | 1R   | –    | 1R   | KF   | –    | F |      |
| Wimbledon       | 2R   | 1R   | 3R   | 2R   | F    | F    | –    | –    | KF   | –    | HF   | – |      |
| US Open         | –    | 2R   | –    | 2R   | HF   | KF   | –    | –    | –    | –    | –    |   |      |